# Abtei Kurisumala
Die Abtei Kurisumala Ashram, gegründet 1958 als christlicher Ashram, ist seit 1998 ein indisches Kloster der Trappisten in Vagamon, Kottayam, Kerala, Erzeparchie Tiruvalla.

## Geschichte
Die Vorgeschichte ist eng verbunden mit der Biographie seines Gründers, des belgischen Trappisten Francis Acharya, der 1955 seinen Orden verließ, um sich den seit 1931 gehegten Lebenswunsch zu erfüllen, die Gründung eines christlichen Ashram („Meditationszentrum“) in Indien. Zusammen mit Bede Griffiths (der bis 1968 blieb) folgte er 1958 der Einladung des Bischofs von Tiruvalla und gründete auf dem Berg Kurisumala im Rahmen der Syro-Malankara Katholischen Kirche ein Aschram mit westsyrischem Ritus, das 1998 auf seine Bitte hin in den Trappistenorden eingegliedert und zur Abtei erhoben wurde (Immediatoberer: Kloster Tarrawarra). Das Kloster spielt eine Rolle in der Inkulturation des Christentums in Indien.

### Äbte
- Francis Mahieu Acharya (1998–2002)
- Yesudas Thelliyl (2002–2014)
- Ishananda Machiyanickal (2014–2018)